# Чугорьяха
Чугорьяха  (также Чугорь-Яха) — река в России, протекает по Ямало-Ненецкому АО. Длина реки составляет 159 км. Площадь водосборного бассейна — 2080 км². 
Река вытекает из небольшого безымянного озера в западной части Гыданского полуострова на высоте более 44 м над уровнем моря. В верховьях течёт в юго-восточном направлении, затем последовательно поворачивает на юг и, перед устьям, на юго-запад. В среднем и нижнем течении берега обрывистые. Активно меандрирует. В долине реки множество некрупных озёр. Впадает с севера двумя рукавами в Тазовскую губу в 17 км к западу от мыса Чугорь. Устье заболочено. Перед устьем ширина реки достигает 160 м, а глубина — 1,8 м. Скорость течения в низовьях — 0,1 м/с.

## Основные притоки
Указаны поименованные притоки длиной более 30 км.
| Название     | Расстояние от устья | Длина | Положение |
| ------------ | ------------------- | ----- | --------- |
| Хабтнгэваяха | 16                  | 119   | правый    |
| Сяйвантеяха  | 80                  | 43    | правый    |

## Данные водного реестра
По данным государственного водного реестра России относится к Нижнеобскому бассейновому округу, водохозяйственный участок — реки бассейна Карского моря от северо-восточной границы бассейна реки Таз до границы бассейна Енисейского залива, речной подбассейн реки — подбассейн отсутствует. Речной бассейн реки — Таз.
Код объекта в государственном водном реестре — 15050000212115300075237.